# Gary Sinise
Gary Alan Sinise (Blue Island, Illinois, 17. ožujka 1955.) je američki glumac i redatelj. Tijekom karijere osvojio je Emmy i Zlatni globus, a bio je nominiran za Zlatnu palmu i Oscara. 1992. je prvi puta bio redatelj. Film se zvao O miševima i ljudima. 1994. bio je nominiran za Oscara za sporednu ulogu u filmu Forrest Gump. Za ulogu predsjednika u filmu Truman je osvojio Zlatni globus, a 1996. je u filmu Ucjena glumio jednu od glavnih uloga. Danas je poznat po ulozi detektiva Maca Taylora u seriji CSI:NY. Također je poznat po jednoj od glavnih uloga u filmu Apollo 13. 

## Rani život
Rođen je u Blue Islandu, Illinois, SAD kao sin Millie i Roberta L. Sinisea koji je bio filmski montažer. Živio je u talijanskoj četvrti. Pohađao je srednju školu Highland Park High School, a diplomirao je na sveučilištu Illinois State University. 1974. je s prijateljima Terryjem Kinneyem i Jeffom Perryjem osnovao Steppenwolf Theatre Company. Zatim je u tu grupu doveo glumce Joan Allen, Kevina Andersona, Garya Colea, Ethana Hawkea, Glenne Headly, Johna Mahoneya, Johna Malkovicha, Laurie Metcalf, Marthu Plimpton, Jim True-Frosta i Williama Petersena. S tom grupom je ostvario prve uspjehe.

## Karijera
1982. je započeo karijeru u Steppenwolfovoj produkciji True West. 1983. je osvojio nagradu Obie za ulogu s Johnom Malkovichem u American Playhouse. 19988. je ostvario prvu redateljsku ulogu u filmu Miles from Home. Zatim je ostvario poznate uloge u filmovima Forrest gump, O miševima i ljudima (također i redatelj), Apollo 13, Reindeer Games, Snake Eyes, Ransom, Mission to Mars, The Stand, Impostor i The Green Mile. 2004. je počeo snimati seriju CSI:NY s kojom je doživio veliki uspjeh. To je kriminalistička serija u kojoj je on glavni inspektor. 